# Surfin’ Safari
Surfin’ Safari — дебютный студийный альбом американской рок-группы The Beach Boys, вышедший в октябре 1962 года на Capitol Records. Surfin’ Safari занял 32-е место в американском хит-параде.

## Обзор
Осенью 1961 года Брайан Уилсон и его двоюродный брат Майк Лав сочинили песню о сёрфинге «Surfin’» по предложению брата Брайана Денниса Уилсона, занимавшегося этим спортом. Тогда же была сделана запись песни с участием Карла Уилсона и Алана Джардина — так была создана группа The Pendletones. Однако когда члены группы распаковали коробки с первыми отпечатанными экземплярами своего дебютного сингла «Surfin’», то обнаружили, что их название было изменено на The Beach Boys руководством Candix Records, посчитавшим, что оно более подходит тематике нового жанра. «Surfin’» вышел 3 октября 1961 года и занял 75 место в американском хит-параде.
Мюррей Уилсон, отец братьев, стал менеджером группы. Он представил Capitol Records профессиональные демозаписи песни. С The Beach Boys заключили контракт, и в апреле 1962 года вышел сингл «Surfin’ Safari / 409». Ещё до записи сингла Алан Джардин покинул группу; его место занял друг Карла Уилсона — Дэвид Маркс. Сингл «Surfin’ Safari» ожидал ещё больший успех (14-е место), благодаря чему было решено назвать и весь альбом. Следующий сингл «Ten Little Indians» был менее успешным — он достиг только 49-го места; Брайан Уилсон изначально был против выпуска песни на сингле.

## Обложка
Снимок сделан фотографом Capitol Records Кеннетом Видером на пляже в Парадайз-Коув, что к северу от Малибу.

## Список композиций
| №  | Название                               | Автор(ы)                       | Вокал         | Длительность |
| -- | -------------------------------------- | ------------------------------ | ------------- | ------------ |
| 1. | «Surfin’ Safari»                       | Брайан Уилсон / Майк Лав       | М. Лав        | 2:05         |
| 2. | «County Fair»                          | Б. Уилсон / Гэри Ашер          | М. Лав        | 2:15         |
| 3. | «Ten Little Indians»                   | Б. Уилсон / Г. Ашер            | М. Лав        | 1:26         |
| 4. | «Chug-A-Lug»                           | Б. Уилсон / Г. Ашер / М. Лав   | М. Лав        | 1:59         |
| 5. | «Little Girl (You’re My Miss America)» | Винсент Каталано / Герб Алперт | Деннис Уилсон | 2:04         |
| 6. | «409»                                  | Б. Уилсон / Г. Ашер / М. Лав   | М. Лав        | 1:59         |

| №  | Название                       | Автор(ы)                      | Вокал                       | Длительность |
| -- | ------------------------------ | ----------------------------- | --------------------------- | ------------ |
| 1. | «Surfin’»                      | Б. Уилсон / М. Лав            | М. Лав                      | 2:10         |
| 2. | «Heads You Win - Tails I Lose» | Б. Уилсон / Г. Ашер           | М. Лав                      | 2:17         |
| 3. | «Summertime Blues»             | Эдди Кокран / Джерри Кейпхарт | Карл Уилсон, Дэвид Маркс    | 2:09         |
| 4. | «Cuckoo Clock»                 | Б. Уилсон / Г. Ашер           | Б. Уилсон                   | 2:08         |
| 5. | «Moon Dawg»                    | Дэрри Уивер                   | инструментальная композиция | 2:00         |
| 6. | «The Shift»                    | Б. Уилсон / Лав               | М. Лав                      | 1:52         |

В 1990 году альбом был переиздан на одном компакт-диске вместе со вторым альбомом Surfin’ U.S.A. и включал три дополнительные песни:
«Cindy, Oh Cindy», «The Baker Man» и «Land Ahoy».

## Альбомные синглы
- Surfin’ / Luau (Candix 331; ноябрь 1961; № 75)
- Surfin’ Safari / 409 (Capitol; июнь 1962; № 14 / № 76)
- Ten Little Indians / County Fair (Capitol; ноябрь 1962; № 49)

## Участники записи
- Алан Джардин — бас-гитара («Surfin’»)
- Майк Лав — вокал
- Дэвид Маркс — ритм-гитара, вокал
- Брайан Уилсон — бас-гитара, фортепиано, вокал
- Карл Уилсон — соло-гитара, вокал
- Деннис Уилсон — ударные, вокал